# Martyr's Memorial A-Division League
La Martyr's Memorial A-Division League (सहिद स्मारक ए-डिभिजन लिग) è la massima competizione calcistica del Nepal.

## Storia
Al termine della stagione 2006/07 (2063 B.S.) il campionato è rimasto fermo per due anni a causa di problemi finanziari ed organizzativi; la federazione ha ripreso ad organizzare regolarmente la competizione dalla stagione 2010 (2066/67 B.S.) .

## Martyr's Memorial A-Division League 2021
- APF
- Boys Union
- Chyasal
- Friends Club
- Himalayan Sherpa
- Jawalakhel
- Machhindra
- Manang Marsyangdi
- Nepal Army
- Nepal Police Club
- New Road Team
- Sankata
- Three Star

## Albo d'oro
Il campionato si è disputato per la prima volta nel 1947-48 con il nome di Ram Janaki Football Tournament per interessamento del premier Padam Shamsher. Negli anni cinquanta il Nepal Police Force ha vinto tre edizioni consecutive, non si conoscono i nomi delle altre squadre.
Nel 1954 il nome diventa Martyr's Memorial A-Division League .
- 1954-55:  Mahabir
- 1955-56:  APF
- 1956-57:  APF
- 1957-58:  Nepal Army
- 1958-60: Non disputato
- 1960-61:  New Road Team
- 1961-62: Sconosciuto
- 1962-63:  New Road Team
- 1963-64:  Bidya Byama
- 1964-66: Non disputato
- 1966-67:  Mahabir
- 1967-68:  Friends Club
- 1968-69:  Deurali
- 1969-70:  Mahabir
- 1970-71:  Deurali
- 1971-72:  Ranipokhari
- 1972-73:  Ranipokhari
- 1973-74:  Ranipokhari
- 1975:  Boys Union
- 1976:  Sunakhari
- 1977:  Annapurna
- 1978:  New Road Team
- 1979:  Ranipokhari
- 1980:  Sankata
- 1982:  Ranipokhari
- 1983:  Annapurna
- 1984:  Ranipokhari
- 1985:  Sankata
- 1986:  Manang Marsyangdi
- 1987:  Manang Marsyangdi
- 1988: Non disputato
- 1989:  Manang Marsyangdi
- 1990-94: Non disputato a causa dell'instabilità politica
- 1995:  New Road Team
- 1996: Non disputato
- 1996-1997:  Three Star
- 1997-1998:  Three Star
- 1999: Non disputato
- 2000:  Manang Marsyangdi
- 2001-02: Non disputato
- 2003-2004:  Manang Marsyangdi
- 2004:  Three Star
- 2005-06:  Manang Marsyangdi
- 2006-07:  Nepal Police Club
- 2007-09: Non disputato
- 2010:  Nepal Police Club
- 2011:  Nepal Police Club
- 2012-2013:  Three Star
- 2013-2014:  Manang Marsyangdi
- 2014-17: Non disputato a causa del terremoto del Nepal avvenuto nel 2015
- 2018-2019:  Manang Marsyangdi
- 2019-2020: Machhindra
- 2020-21 Non disputato
- 2021-2022: Machhindra
- 2022-2023:  Church Boys United

## Titoli per squadra
| Club                                                               | Vincitori | Stagioni                                                      |
| ------------------------------------------------------------------ | --------- | ------------------------------------------------------------- |
| Manang Marsyangdi                                                  | 8         | 1986, 1987, 1989, 2000, 2003, 2005-2006, 2013-2014, 2018-2019 |
| Ranipokhari                                                        | 6         | 1971-1972, 1972-1973, 1973-1974, 1979, 1981-1982, 1984        |
| New Road Team                                                      | 4         | 1960-1961, 1962-1963, 1978, 1995                              |
| Three Star                                                         | 4         | 1997, 1998, 2004, 2012-2013                                   |
| Mahabir                                                            | 3         | 1954-55, 1966-67, 1969-70                                     |
| Nepal Police Club (precedentemente noto come Mahendra Police Club) | 3         | 2006-07, 2010, 2011                                           |
| Sankata                                                            | 3         | 1980, 1983, 1985                                              |
| Annapurna                                                          | 2         | 1977, 1982                                                    |
| Deurali                                                            | 2         | 1968-69, 1970-71                                              |
| APF                                                                | 2         | 1955-56, 1956-57                                              |
| Machhindra                                                         | 2         | 2019-2020, 2021-2022                                          |
| Nepal Army                                                         | 1         | 1957-58                                                       |
| Bidya Byama                                                        | 1         | 1963-64                                                       |
| Boys Union                                                         | 1         | 1975                                                          |
| Friends Club                                                       | 1         | 1967-68                                                       |
| Sunakhari                                                          | 1         | 1976                                                          |
| Church Boys United                                                 | 1         | 2022-2023                                                     |